# Anna Szaryhina
Anna Borysiwna Szaryhina, ukr Анна Борисівна Шаригіна (ur. ok. 1978) – ukraińska feministka i aktywistka na rzecz osób LGBT. Jest współzałożycielką stowarzyszenia kobiet Sfera (ukr. Сфера), lesbijskiej organizacji feministycznej w Charkowie, a także organizacji pozarządowej Kyiv Pride, która jest w komitecie organizacyjnym parady równości w Kijowie. 

## Życiorys
Szaryhina i jej partnerka, Wira Czernyhina, od ponad dekady są zaangażowane w ukraińską społeczność LGBT i organizacje lesbijskie. Zorganizowały pierwsze marsze na rzecz równości w Kijowie. Drugi taki marsz, który odbył się w 2015 roku, zebrał ok. trzystu osób ochranianych przez ok. dwa tysiące funkcjonariuszy policji. Mimo środków ostrożności i poparciu szeregu osób publicznych dla marszu (w tym obecnych deputowanych) nie obyło się bez ofiar. Marsz trwał tylko 15 minut, ponieważ został przerwany przez skrajnie prawicowe bojówki. Dziesięć osób zostało rannych, w tym policjanci pilnujący zdarzenia. 
Szaryhina spotyka się z ciągłym sprzeciwem swoich działań na Ukrainie. Gdy miała wygłosić wykład na temat ruchów LGBT w księgarni w Charkowie, spotkanie musiało zostać dwukrotnie przeniesione: najpierw do centrum prasowego Nakipelo w Charkowie, a następnie do centrum kulturalnego Izolyatsia w Kijowie. W lipcu 2018 grupa zamaskowanych mężczyzn zaatakowała PrideHub, dom kultury w Charkowie, używając granatów dymnych. Budynek został później również zdewastowany graffiti i krwią zwierząt. Wprawdzie złożono skargi na policję i wysłano ponad 1000 listów do ministra spraw wewnętrznych Arsena Awakowa, ale jak do tej poru nikt nie został ukarany za to przestępstwo. 
W marcu 2019 r. Szaryhina znalazła się wśród osób organizujących tydzień solidarności kobiet w Charkowie: 

Celem wydarzenia jest powrót do pierwotnej istoty Międzynarodowego Dnia Kobiet, kiedy kobiety jednoczą się w walce o swoje prawa. To dzień kobiecej solidarności, a nie bukiety i słodycze. Tydzień Solidarności Kobiet jest przede wszystkim projektem edukacyjnym i nie jednoczymy się przeciwko czemuś, ale dla rozwoju kobiet, społeczności kobiet i całego społeczeństwa ukraińskiego.

W styczniu 2020 r. Szaryhina skrytykowała Mike'a Pompeo za to, że odwiedzając Ukrainę odmówił spotkania z liderami społeczności LGBTQ. 